# Ribolla
Ribolla est une frazione située sur la commune de Roccastrada, province de Grosseto, en Maremme toscane (Italie). Au moment du recensement de 2001 sa population était de 2 115 habitants.
En 1954, dans la mine de la société Montecatini,  l'explosion d'une poche de grisou fait  quarante-trois victimes parmi les mineurs. L'incident a été évoqué par Luciano Bianciardi et Carlo Cassola dans l'essai I minatori della Maremma (it) (« Les Mineurs de la Maremme »), et a été une source d'inspiration pour le roman La Vie aigre et pour son adaptation cinématographique réalisée par Carlo Lizzani.